# يوكي تاكاهاشي
يوكي تاكاهاشي (باليابانية: 高橋 裕紀) مواليد 12 يوليو 1984 في سايتاما، هو متسابق دراجات نارية ياباني. نافس في سباقات بطولة العالم لفئة 250 سي سي ولفئة 125 سي سي ولفئة 50 سي سي. كما شارك في بطولة العالم للموتو جي بي.

## سباقات فاز بها
- جائزة كتالونيا الكبرى للدراجات النارية 2010

## روابط خارجية
- يوكي تاكاهاشي على موقع MotoGP.com (الإنجليزية)
- يوكي تاكاهاشي على موقع WorldSBK.com (الإنجليزية)
- يوكي تاكاهاشي على موقع AS.com (الإسبانية)